# Törtetők (televíziós sorozat)
A Törtetők (Entourage) a HBO tv-csatorna által készített amerikai televíziós sorozat. A Doug Ellin által kitalált sorozat Vincent Chase-ről – a fiatal filmszínészről – és queensi gyerekkori barátairól szól, akik Hollywood útvesztőjében próbálnak eligazodni.
Doug Ellin, Mark Wahlberg és Stephen Levinson a műsor executive producerei és a történet részben Wahlberg saját élményein alapszik.

## Szereplők

### Főszereplők
| Szereplő                   | Színész        | Magyar hang                      | Leírás                                                                                          |
| -------------------------- | -------------- | -------------------------------- | ----------------------------------------------------------------------------------------------- |
| Vincent Chase              | Adrian Grenier | Előd Botond                      | feltörekvő fiatal „A-listás” színész, gyerekkori barátaival és féltestvérével él Los Angelesben |
| Eric „E” Murphy            | Kevin Connolly | Hamvas Dániel                    | Vince legjobb barátja és menedzsere                                                             |
| Johnny „Drama” Chase       | Kevin Dillon   | Kőszegi Ákos (4. évad 7. részig) | Vincent féltestvére és szakácsa, munkanélküli, elfeledett színész                               |
| Johnny „Drama” Chase       | Kevin Dillon   | Fenyő Iván (4. évad 8. résztől)  | Vincent féltestvére és szakácsa, munkanélküli, elfeledett színész                               |
| Salvatore "Teknőc" Assante | Jerry Ferrara  | Elek Ferenc                      | Vince sofőrje és mindenese                                                                      |
| Ari Gold                   | Jeremy Piven   | Hajdu Steve                      | Vincent agilis ügynöke                                                                          |

### Visszatérő szereplők
A Törtetők-ben számos visszatérő szereplő is látható. Ezeket a szerepeket hollywoodi színészek, hírességek játsszák, sok esetben önmagukat alakítva.
| Szereplő              | Színész              | Magyar hang     | Leírás                                  |
| --------------------- | -------------------- | --------------- | --------------------------------------- |
| Lloyd Lee             | Rex Lee              | Pálmai Szabolcs | Ari későbbi asszisztense                |
| Melissa Gold          | Perrey Reeves        | Bodor Böbe      | Ari Gold felesége                       |
| Shauna Roberts        | Debi Mazar           |                 | Vince sajtósa                           |
| Sloan McQuewick       | Emmanuelle Chriqui   |                 | Eric barátnője                          |
| Barbara "Babs" Miller | Beverly D’Angelo     |                 | Ari üzlettársa                          |
| Dana Gordon           | Constance Zimmer     |                 | A Warner Bros. alelnöke, majd elnöke    |
| Scott Lavin           | Scott Caan           | Dolmány Attila  | Eric munkatársa                         |
| önmaga                | Jamie-Lynn Sigler    |                 | Teknőc barátnője                        |
| Andrew Klein          | Gary Cole            | Jakab Csaba     | Ari korábbi munkatársa és alkalmazottja |
| Emily                 | Samaire Armstrong    |                 | Ari asszisztense                        |
| Terrance McQuewick    | Malcolm McDowell     |                 | Ari üzlettársa, főnöke                  |
| Billy Walsh           | Rhys Coiro           |                 | függetlenfilmes rendező                 |
| önmaga                | Mandy Moore          |                 | Vince barátnője                         |
| önmaga                | Saigon               |                 | rapper                                  |
| Amanda Daniels        | Carla Gugino         |                 | Vince ügynöke                           |
| Dom                   | Domenick Lombardozzi |                 | a csapat régi barátja New Yorkból       |
| John Ellis            | Alan Dale            |                 | a Time Warner igazgatója                |

### Hírességek
A sorozat jellegzetes eleme, hogy a főszereplők a történések során az egyes epizódokban hollywoodi hírességekkel találkoznak, köztük színészekkel, sportolókkal és más celebekkel.
- Jessica Alba
- Scarlett Johansson
- Holly Valance
- Seth Green
- Ali Larter
- Jimmy Kimmel
- Luke Wilson
- Val Kilmer
- Brooke Shields
- Leighton Meester
- Sarah Silverman
- Jaime Pressly
- Jamie-Lynn Sigler
- James Cameron
- Paul Haggis
- Brett Ratner

## Epizódok
Az amerikai HBO csatorna 2004. július 18-án mutatta be a Törtetők című új sorozatát. Miután a sorozat sikeres volt, megrendelték a tizennégy részes 2. évadot. Ezt követte a húsz részesre bővített 3. évad, amit két részletben adott le a csatorna (2006 őszén, illetve 2007 áprilisától). A tizenkét részesre tervezett 4. évad 2007. június 17-én indult.
Az ezt követő 5. és 6. évadok is tizenkét részesek, míg a 7. tíz, az utolsó, 8. évad pedig csupán nyolc részes, ezt 2011-ben mutatták be.
Magyarországon az HBO 2006. május 23-án kezdte meg a sorozat sugárzását. A 2. évad tizennégy része is adásba került, 2007 márciusától. Az HBO szokásához híven folyamatosan ismétli a részeket.
| Évad | Évad | Epizódok | Eredeti sugárzás    | Eredeti sugárzás     | Eredeti adó |
| Évad | Évad | Epizódok | Évadpremier         | Évadfinálé           | Eredeti adó |
| ---- | ---- | -------- | ------------------- | -------------------- | ----------- |
|      | 1    | 8        | 2004. július 18.    | 2004. szeptember 12. | HBO         |
|      | 2    | 14       | 2005. június 5.     | 2005. szeptember 4.  | HBO         |
|      | 3    | 20       | 2006. június 11.    | 2007. június 3.      | HBO         |
|      | 4    | 12       | 2007. június 17.    | 2007. szeptember 2.  | HBO         |
|      | 5    | 12       | 2008. szeptember 7. | 2008. november 23.   | HBO         |
|      | 6    | 12       | 2009. július 12.    | 2009. október 4.     | HBO         |
|      | 7    | 10       | 2010. június 27.    | 2010. szeptember 12. | HBO         |
|      | 8    | 8        | 2011. július 24.    | 2011. szeptember 11. | HBO         |

## Érdekességek
- Kevin Dillon, akárcsak az általa játszott szerep a sorozatban, az életben is színész testvére, Matt Dillon árnyékában élt.
- A sorozat hősei 2015-ben visszatértek a képernyőre egy mozifilm erejéig, amely film története a sorozat végétől folytatódik

## Díjak
A sorozat mind a szakma, mind a közönség körében kedvező fogadtatásban részesült, így jópár díjra jelölték.

### Elnyert
2006 Emmy-díj
- Legjobb mellékszereplő komédiasorozatban (Jeremy Piven)

2007 British Academy Television Awards
- Legjobb nemzetközi program

### Jelölések
2005 Emmy-díj
- Legjobb mellékszereplő komédiasorozatban (Jeremy Piven)
- Legjobb szereposztás komédiasorozatban
- Legjobb rendezés komédiasorozatban

2005 Golden Globe-díj
- Legjobb televíziós komédia- vagy musicalsorozat
- Legjobb televíziós mellékszereplő (Jeremy Piven)

2006 Golden Globe-díj
- Legjobb televíziós komédia- vagy musicalsorozat
- Legjobb férfi mellékszereplő (televíziósorozat, televíziós minisorozat vagy tévéfilm) (Jeremy Piven)

2007 Golden Globe-díj
- Legjobb televíziós komédia vagy musical sorozat
- Legjobb mellékszereplő színész, televíziós sorozat, televíziós minisorozat vagy tévéfilm (Jeremy Piven)